# Дживні (річка)
Дживні, Дивчий — річка (потік) в Самбірському районі Львівської області, права притока Стрию (басейн Дністра).

## Опис
Довжина річки приблизно 7 км. Висота витоку над рівнем моря — 676 м, висота гирла — 655 м, падіння річки — 21 м, похил річки — 3 м/км. Формується з багатьох безіменних струмків.

## Розташування
Бере початок у лісовому масиві на північно-східній околиці села Буковинка і тече через нього та село Закичера переважно на південний захід. У селі Комарники впадає в річку Стрий, праву притоку Дністра.